# Irina Terentjeva
Irina Igorevna Terentjeva (* 30. Juni 1984 in Leningrad) ist eine ehemalige litauische Skilangläuferin.

## Werdegang
Terentjeva nahm von 2001 bis 2011 an Wettbewerben der Fédération Internationale de Ski teil. Bei den Juniorenweltmeisterschaften 2000 im slowakischen Štrbské Pleso startete Terentjeva erstmals bei einer internationalen Großveranstaltung und wurde 35. im Sprint. auch bei den Juniorenweltmeisterschaften 2001 im polnischen Karpacz startete sie lediglich im Sprint und belegte den 40. Platz. Bei den Juniorenweltmeisterschaften 2002 in Schonach gewann sie Bronze über 5 km Freistil. Bei den folgenden Olympischen Winterspielen in Salt Lake City erreichte sie den 48. Platz im Sprint und im 15-km-Massenstartrennen. Ihr erstes Weltcuprennen lief sie im November 2002 in Kiruna, welches sie mit dem 55. Platz über 5 km Freistil beendete. Bei der Winter-Universiade 2003 im italienischen Tarvisio wurde sie Siebte im Sprint, 17. im Massenstartrennen über 15 Kilometer und 25. über fünf Kilometer im klassischen Stil. Bei den Juniorenweltmeisterschaften 2003 im schwedischen Sollefteå wurde sie 20. im Sprint und 38. über fünf Kilometer im klassischen Stil. Ihre beste Platzierung bei den nordischen Skiweltmeisterschaften 2003 im Val di Fiemme war der 27. Platz im Sprint. Über 30 Kilometer wurde sie 39. und in der Doppelverfolgung belegte sie den 58. Platz. Bei ihren letzten Juniorenweltmeisterschaften 2004 im norwegischen Stryn wurde sie 17. im Sprint und 19. über fünf Kilometer.
Bei der Winter-Universiade 2005 in Innsbruck und Seefeld in Tirol wurde sie Achte über fünf Kilometer in der freien Technik, 16. im Sprint und 36. im Massenstartrennen über 15 Kilometer. Bei den nordischen Skiweltmeisterschaften 2005 in Oberstdorf erreichte sie den 54. Rang im Sprint, den 46. Platz im 15-km-Verfolgungsrennen und den 39. Platz über 10 km Freistil. Ihre ersten und einzigen Weltcuppunkte holte sie im November 2005 in Kuusamo mit dem 25. Rang über 10 km Freistil. Bei den Olympischen Winterspielen 2006 in Turin errang sie den 53. Platz im 15 km Verfolgungsrennen und den 37. Platz im Sprint, im Massenstartrennen erreichte sie das Ziel nicht. Bei der Winter-Universiade 2007 im italienischen Pragelato verpasste sie mit Platz vier über 15 Kilometer in der freien Technik nur knapp an der ersten internationalen Medaille ihrer Karriere. Im Sprint wurde sie 13., in der Verfolgung 21. und über fünf Kilometer belegte sie den 29. Platz. Ihr bestes Resultat bei den nordischen Skiweltmeisterschaften 2007 in Sapporo war der 30. Platz über 10 km Freistil. Im Verfolgungsrennen über 15 Kilometer wurde sie 44. und Sprint belegte sie den 58. Platz. Bei der Winter-Universiade 2009 im chinesischen Yabuli wurde sie Neunte über fünf Kilometer und elfte im Sprint. Bei den nordischen Skiweltmeisterschaften 2009 in Liberec belegte sie den 53. Rang im Sprint und den 50. Platz im 30-km-Massenstartrennen. Bei den Olympischen Winterspielen 2010 in Vancouver erreichte sie den 63. Platz über 10 km Freistil und den 49. Rang im Sprint. Nachdem sie in der folgenden Saison nur bei unterklassigen Rennen in Finnland antrat, beendete Terentjeva 2011 ihre Karriere.

## Weltcup-Statistik
Die Tabelle zeigt die erreichten Platzierungen im Einzelnen.
- 1.–3. Platz: Anzahl der Podiumsplatzierungen
- Top 10: Anzahl der Platzierungen unter den ersten zehn
- Punkteränge: Anzahl der Platzierungen innerhalb der Punkteränge
- Starts: Anzahl gelaufener Rennen in der jeweiligen Disziplin
- Hinweis: Bei den Distanzrennen erfolgt die Einordnung gemäß FIS.

| Platzierung         | Distanzrennen a | Distanzrennen a | Distanzrennen a | Distanzrennen a | Distanzrennen a | Skiathlon Verfolgung | Sprint | Etappen- rennen b | Gesamt | Team c | Team c  |
| Platzierung         | ≤ 5 km          | ≤ 10 km         | ≤ 15 km         | ≤ 30 km         | > 30 km         | Skiathlon Verfolgung | Sprint | Etappen- rennen b | Gesamt | Sprint | Staffel |
| ------------------- | --------------- | --------------- | --------------- | --------------- | --------------- | -------------------- | ------ | ----------------- | ------ | ------ | ------- |
| 1. Platz            |                 |                 |                 |                 |                 |                      |        |                   |        |        |         |
| 2. Platz            |                 |                 |                 |                 |                 |                      |        |                   |        |        |         |
| 3. Platz            |                 |                 |                 |                 |                 |                      |        |                   |        |        |         |
| Top 10              |                 |                 |                 |                 |                 |                      |        |                   |        |        |         |
| Punkteränge         |                 | 1               |                 |                 |                 |                      |        |                   | 1      |        |         |
| Starts              | 2               | 18              | 4               | 1               |                 | 2                    | 17     |                   | 44     |        |         |
| Stand: Karriereende |                 |                 |                 |                 |                 |                      |        |                   |        |        |         |